# Sabina Loriga
Sabina Loriga, née en Italie, est une historienne et historiographe. Ses recherches portent sur les mémoires individuelles et la construction de l'histoire ainsi que sur les usages publics de l'histoire.

## Biographie
En 1981, elle obtient une licence en Lettres et Philosophie à l’Université de Turin, sous la direction de Giovanni Levi. Elle poursuit ses études à Paris à l'EHESS. Elle 1983, elle obtient un Diplôme d’études approfondies en Histoire et civilisations. En 1990, sous la direction de Jacques Revel, elle soutient à l'EHESS, la thèse intitulée L'Institution militaire : expérience biographique et identité sociale en Piémont au XVIIIe siècle. Cette thèse est publiée en 1991 et rééditée en 2007. Cet essai marque un retour à la dimension individuelle de l'histoire.
Elle occupe ensuite différents postes à l'Institut Universitaire Européen de Fiesole, à l'Université de Turin, à Lugano. En 1997, elle obtient un poste de Maîtresse de conférences à l’Ehess de Paris. Elle est directrice d'études à l'EHESS, au centre de recherches historiques.
Ses recherches portent sur les rapports entre les mémoires individuelles et l'histoire, les constructions du temps historique, les usages publics du passé.
En 2017, elle fonde et dirige au sein de Politika, la revue Passés Futurs. Cette revue questionne les controverses sur le passé et les usages publics de l’histoire. En 2020, elle est vice-présidente de l’EHESS, chargée des relations internationales.
En 2022, elle publie avec Jacques Revel, Une histoire inquiète, Les historiens et le tournant linguistique. Les deux auteurs reviennent sur vingt ans de débat qui a animé l'historiographie et l'ensemble des sciences sociales depuis les années 1960, notamment aux États-Unis.

## Publications
- Le petit x. De la biographie à l’histoire, Paris, Seuil, 2010, 284 p. (ISBN 978-2-02-097686-2)
- Soldats. Un laboratoire disciplinaire : l’armée piémontaise au XVIIIe siècle, Paris, Belles Lettres, 2007 (1re éd. 1991), 308 p. (ISBN 978-2251-38084-1)
- avec Jacques Revel, Une histoire inquiète : les historiens et le tournant linguistique, Paris, Seuil, 2022, 380 p. (ISBN 978-2-02-151675-3)